# 陸平貝塚
座標: 北緯36度1分1.6秒 東経140度20分52.6秒 / 北緯36.017111度 東経140.347944度
陸平貝塚（おかだいらかいづか）は、茨城県稲敷郡美浦村の霞ヶ浦南岸にある貝塚である。

## 概要
1998年（平成10年）9月11日に国の史跡に指定された。貝層は環状に分布しており、縄文時代前期から後期にかけての遺物が多数見つかっている。
東西に約250メートル、南北に約150メートルの範囲の舌状台地で、台地の斜面に大小8つの貝塚群が点在する。
遺物は中期から後期を主時期とする土器や土偶、土製晶、石器、骨角器、貝製品が出土している。動物遺体としては、ハマグリを中心に、シオフキ、サルボウ、ハイガイ、マガキ、アカニシなどの内湾に生息する貝の貝殻のほか、クロダイ、スズキ、フグなどの魚骨、シカ、イノシシ、ウサギなどの獣骨も出土している。
国内でも規模の大きい貝塚群であり、またその変遷過程も明瞭に推察できる貴重な遺跡である。
周辺は陸平貝塚公園として整備されており、公園内には発掘調査をもとに竪穴建物などが復元されている。

## 歴史

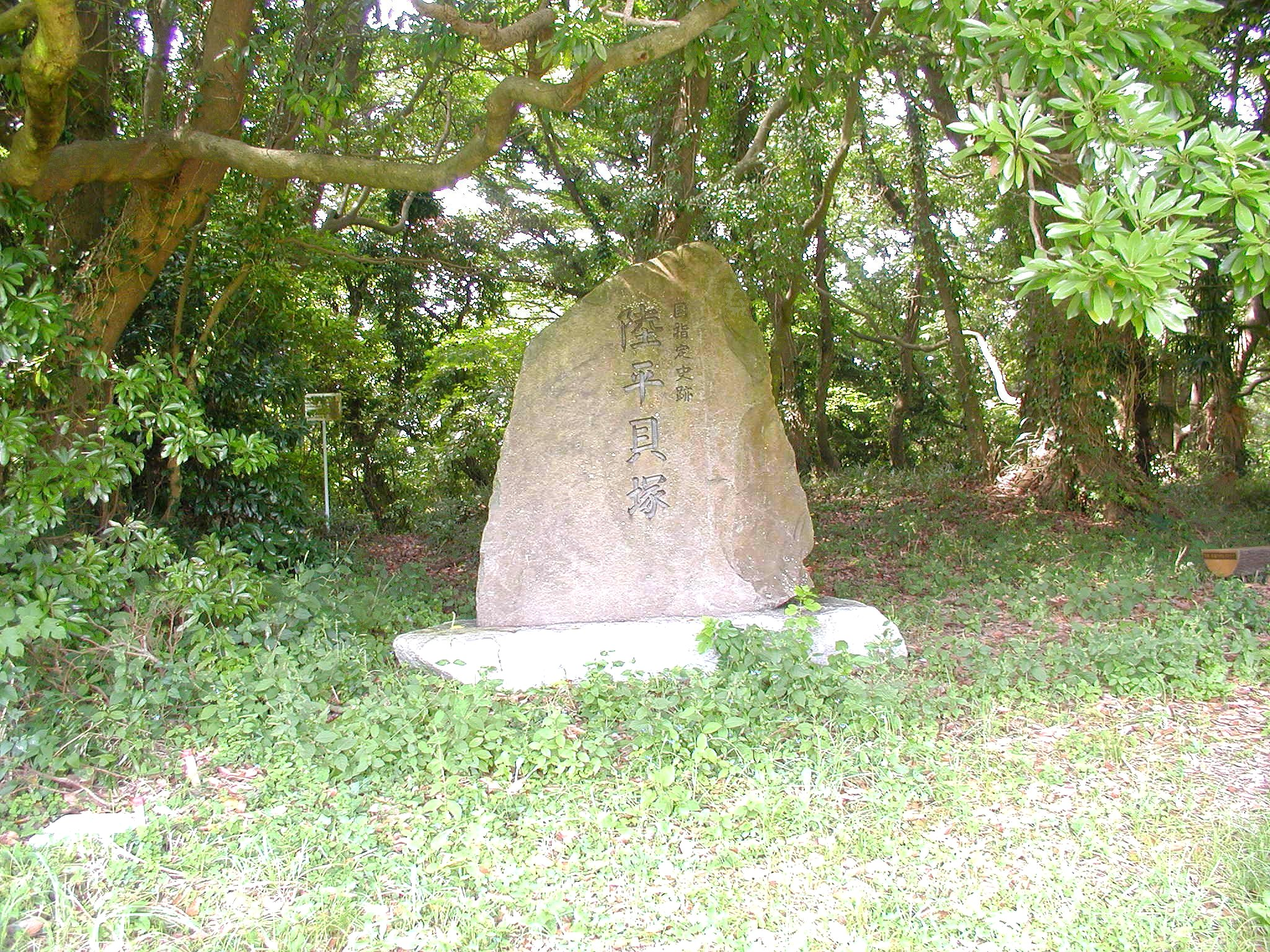
国指定史跡の石碑

1879年（明治12年）当時、東京大学生でエドワード・S・モースに学んだ佐々木忠次郎、飯島魁によって日本人で初めて発掘調査が行われた遺跡であり「日本考古学の原点」と称され、考古学史の観点からも重要な遺跡である。そののち、1970年代に住宅団地開発計画がもちあがり、遺跡は破壊の危機に直面するが、開発計画自体が中止された。また、1980年代にもリゾート開発が計画され、今回は、当初から「開発と遺跡保存は並列」という理念のもとで完全保存が検討された。しかし、この計画もバブル景気の崩壊の影響を受けて頓挫した。1990年代には、住民ボランティア団体を中心に、陸平貝塚を告知する活動を始め、1998年に国の史跡に指定された。現在でも貝塚を含め周辺は、手を加えられておらず、大切に保存されている。